# Марка Коннелла
«Марка Коннелла» (англ. Connell stamp) — філателістична назва стандартної поштової марки британської колонії Нью-Брансвік 1860 року випуску.

## Історія

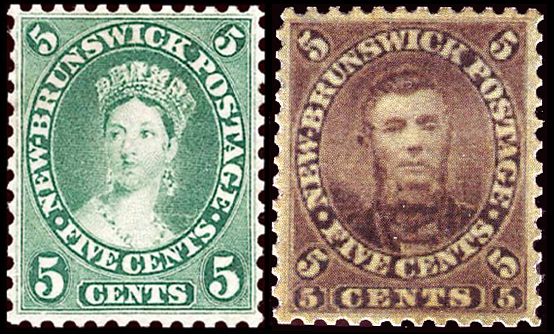
Марки вартістю у 5 центів із зображенням королеви Вікторії і головного поштмейстера колонії Нью-Брансвік Чарльза Коннелла.

Наприкінці 1859 року колонія Нью-Брансвік переходила на десяткову валютну систему. У зв'язку з цим головний поштмейстер Чарльз Коннелл отримав розпорядження від губернатора Меннерс-Саттона випустити нові поштові марки для колонії. Чотири нові марки номіналами в 1, 5, 10 і 12½ центів повинні були надійти в обіг 1 травня 1860 року. Для оплати кореспонденції, що відправляється в США, Коннелл додав марку номіналом в 17 центів. Перед Різдвом Коннелл уклав договір про друк марок з нью-йоркською компанією «American Bank Note Company». За кілька днів до наміченої дати випуску тираж надійшов у Нью-Брансвік.
На марці в один цент був зображений паровоз, у 10 центів — портрет королеви Вікторії (відомий як «Голова Шалона»), у 12½ центів — пароплав, у 17 центів — портрет принца Уельського і у 5 центів — портрет поштмейстера Чарльза Коннелла (до 1964 року, на марках Великої Британії і колоній дозволялися портрети тільки королівської династії). Це було визнано образою Її Величності Королеви і вибухнув скандал. По цьому питанню було призначено офіційний розгляд, а введення всього випуску в обіг довелося відкласти. 8 травня 1860 року рада губернатора порекомендувала Меннер-Саттону затвердити до використання поштові марки номіналами в 1, 10 і 12½ центів, а замість надрукованої п'ятицентової марки — замовити нову з портретом королеви. Через десять днів після цього, 18 травня Чарльз Коннелл подав у відставку. Залишається загадкою, яким чином портрет поштмейстера потрапив на поштову марку.
Коннелл викупив весь, 500-тисячний, тираж п'ятицентових марок зі своїм портретом за 31 фунт 15 шилінгів. Про подальшу їхню долю ходить кілька легенд. Одна з них стверджує, що Коннелл спалив листи марок на галявині за своїм будинком у Вудстоку, влаштувавши з процесу знищення велике шоу. По другій, що він роздавав їх біднякам під час обідів, які влаштовувалися в рамках благодійної діяльності. За третьою — частина марок отримали в спадок дві його доньки і роздали своїм знайомим та друзям.
Незважаючи на те, що після отримання марок Чарльз Коннелл доставив їх в поштові відділення трьох найбільших міст Нью-Брансвіка — Фредериктона, Сент-Джона і Вудстока, жодного гашеного примірника цієї марки досі не знайдено. Припускають, що ці марки в поштовий обіг не надходили. Марки Коннелла відносяться до дуже рідких. Експерт і дослідник Коннеллів, доктор Д. Д. Мак-Дональд з Нової Шотландії, після всебічного вивчення історії, зробив висновок, що в усьому світі збереглося 50-60 справжніх марок Коннелла. Більшість каталогів оцінюють пятицентовку Коннелла від $ 4000 до $ 8000. До теперішнього часу не знайдено жодного гашеного примірника цієї марки.

## Опис
Номінал марки — 5 центів. Мініатюра коричневого кольору. По центру, в овалі, знаходиться портрет головного поштмейстера колонії Нью-Брансвік Чарльза Коннелла. Всі марки мають зубцівку поганої якості, так звану «сліпу» зубцівку. Тираж — 500 тисяч примірників. У каталозі «Скотта» — номер 5.

## Цікаві факти
В британських колоніях були поширені поштові марки з портретом королеви Вікторії роботи Альфреда Шалона. Найбільш відомими зображеннями «Голови Шалона», у філателістичному світі, є марка Коннелла і «Чорна королева Канади».
Поштові марки з таким зображенням королеви, також, випускали:
- Нова Зеландія (1855—1873);
- Земля Ван-Дімена (1855), Тасманія (1858—1870);
- Багамські острови (1859—1863);
- Провінція Канади (1859);
- Наталь (1859—1867);
- Гренада (1859—1867);
- Квінсленд (1860—1880, 1882—1912);
- Нова Шотландія (травень 1860);
- Острів Принца Едварда (червень 1870);
- Канадська конфедерація (1897).